# Loferer Steinberge
Loferer Steinberge je pohoří ležící na severu Rakouska ve spolkové zemi Salcbursko. Horopisně se řadí do větší skupiny pohoří Steinberge. Nejvyšší horou je Grosses Ochsenhorn (2513 m).

## Poloha
Geomorfologický celek Steinberge se dělí na pohoří Loferer Steinberge a Leoganger Steinberge. Loferské kamenné hory jsou od svého vyššího souseda Leogangských kamenných hor odděleny sedlem Römer Sattel (1194 m) a údolím potoka Römerbach. Na severu vymezuje hranici masivu dolina Strubtal, táhnoucí se podél potoků Haselbach a Loferbach tekoucích zde ve směru spojnice měst Lofer - Waidring. Údolí odděluje Loferské kamenné hory od Chiemgauských Alp. Dlouhé údolí Saalachu odděluje horstvo od Berchtesgadenských Alp. Západ území je ohraničen jezerem Pillersee.

## Geografie
Loferským kamenným horám dominují tři vrcholy (Ochsenhorn, Hinterhorn, Reifhorn), které vytvářejí charakteristickou kulisu především městu Lofer. Převyšují tamní údolí o takřka 2 kilometry. Úpatí hor je zelené, plné luk a pastvin. Hory z něj ostře vystupují skalnatými stěnami. Mezi nimi se nachází jakási krasová planina a vyprahlá vápencová pole. Pohoří tvoří hlavní hřeben protínající všechny nejvyšší vrcholy, který se táhne ve směru východ - severozápad. Na sever je potom vystrčena jedna rozsocha s dominantním vrcholem Breithorn (2413 m) k jihu vysílá pohoří další boční hřeben k vrcholu Geislhörner 2291 m. V uzlovém bodě Groses Hinterhorn (2504 m) se hlavní hřeben dělí do písmene „Y“ a již samostatná západní větev pokračuje ostrým cimbuřím hor Groses Rothorn (2409 m) a Ulrichshorn (2155 m).

### Vrcholy
| - Grosses Ochsenhorn (2513 m) - Groses Hinterhorn (2504 m) - Grosses Reifhorn (2480 m) - Breithorn (2413 m) - Groses Rothorn (2409 m) | - Rothörnl (2394 m) - Geislhörner (2291 m) - Ulrichshorn (2155 m) - Seehorn (2155 m) - Zwölferhörnl (2104 m) |  |

## Turismus

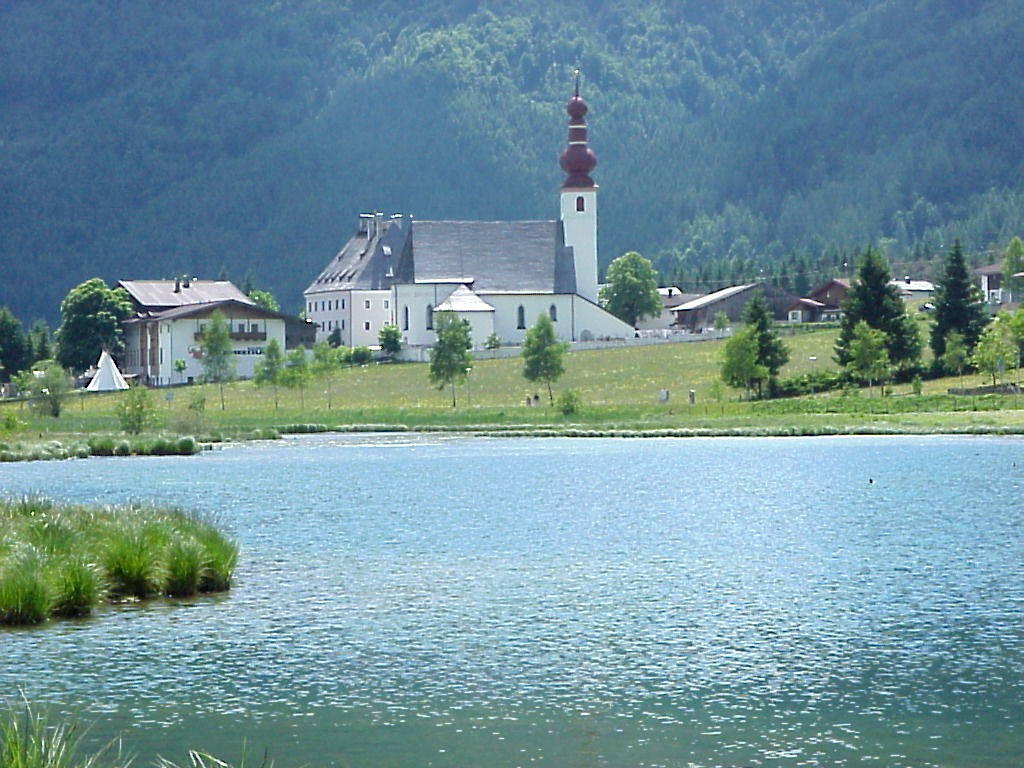
Sankt Ulrich am Pillersee

Loferské kamenné hory poskytují návštěvníkům řadu možností. Jednak to jsou odvážně vedené zajištěné cesty Nackter Hund (Groses Hinterhorn) a Nurracher Hohenweg (obt. II.UIAA, rozsocha vrcholů Groses Rothorn a Ulrichshorn) a druhou možností je přechod masivu pod skalními stěnami. Turistům a horolezcům slouží v celém masivu pouze jedna chata Schmidt-Zabierow Hütte (1960 m) a bivakovací bouda na cestě Schärdinger steig. Pod západními svahy hor leží horské jezero Pillersee (835 m).